# Yuki Inoue
Pour les articles homonymes, voir Inoue et Yuki Inoue (homonymie).
Yuki Inoue est l'autrice de la biographie Mémoires d'une geisha sortie en 1980 au Japon, sous le titre Kuruwa no Onna. Son roman ne doit pas être confondu avec Geisha d'Arthur Golden, adapté au cinéma sous le nom de Mémoires d'une geisha de Rob Marshall.

## Biographie
Yuki Inoue, née le 9 février 1931 et morte le 20 avril 1999, est une écrivaine, essayiste et poétesse japonaise. 
Née à Kanazawa, dans la préfecture d'Ishikawa au Japon, elle obtient un diplôme de Littérature au Kanazawa Gakuin College (en). Elle rédige de nombreux livres et reçoit une mention honorable dans le cadre du prix Sōichi Ōya pour Kuruwa no Onna (Mémoires d'une geisha) en 1981. Elle publie ses poèmes dans un magazine de haïku appelé 雪垣 (yukigaki). 

## Mémoires d'une geisha
Née en 1892, vendue à l'âge de huit ans, Kinu Yamagushi devra apprendre le métier de geisha. Ce qu'elle raconte serait plutôt l'envers du décor : avant de porter le kimono de soie, il lui faudra vivre un apprentissage rigoureux, étudier tous les arts et endurer pour cela privations, exercices physiques traumatisants, soumissions aux coups sous les ordres de la « Mère » et des « grandes sœurs ». Après son initiation sexuelle, elle s'enfuira, mais reviendra vivre dans le « quartier réservé » avant de devenir elle-même patronne d'une maison de geisha.
Ce récit contient une description édifiante de la vie de tous les jours dans l'intimité d'une okiya avec ses cérémonies, ses coutumes, ses fêtes et ses jeux. On y entend des histoires de plaisirs, de chagrins, de courage également qui éclairent, d'une lumière tout à fait nouvelle, un monde sur lequel les occidentaux ne cessent de s'illusionner.